# Robert Moglan
Robert Moglan (sinh ngày 5 tháng 7 năm 1996) là một cầu thủ bóng đá người România thi đấu cho Oțelul Galați ở vị trí hậu vệ.